# جاسپر سیت ول
جاسپر سیت ول (به انگلیسی: Jasper Sitwell) یک شخصیت تخیلی در کتاب‌های کامیک و یک جاسوس در دنیای مارول کامیکس می‌باشد. او توسط نویسنده/ویراستار استن لی و هنرمند جک کربی در داستان‌های عجیب جلد۱، شماره ۱۴۴ام (مه ۱۹۶۶) برای اولین بار آفریده شد.

## زندگی نامهٔ تخیلی شخصیت
جاسپر سیت ول جوان به عنوان شاگرد ممتاز، با نمرات بسیار بالایی در رشته‌های پرش هوایی و مانورهای زیرآبی، از دانشکده شیلد فارغ‌التحصیل شد. وقتی که برای اولین بار به مدیر شیلد نیک فیوری معرفی شد، به خاطر اشتیاق بیش از حدش از طرف فیوری و دام دام دوگان به سخره گرفته می‌شود، اما به سرعت خودش را به همه اثبات کرده و به عنوان یک مأمور شیلد مورد احترام قرار می‌گیرد و به خاطر شوخ‌طبعی و سادگی اش به زودی بین دیگران محبوب می‌شود. او به‌طور خصوصی توسط خود نیک فیوری تعلیماتی را دید و زمانی که فیوری به مأموریت می‌رفت، سیت ول را جایگزین خود می‌کرد. او بعدها به عنوان رابط بین شیلد و شرکت استارک و دیگر کمپانی‌های دفاعی، که برای شیلد امکانات و تجهیزات می‌ساختند، همکاری کرد. او در آنجا با قاتلان و تروریست‌هایی از جمله ارباب جاسوس و گارگویل خاکستری (که به سیت ول حمله کردند و او برای مدتی در کما رفت)، ای‌آی‌ام و حتی ویتنی فارست (بانو ماسکدار) مواجه شد. سیت ول به شیلد بازمی‌گردد ولی همچنان ارتباطش را با تونی استارک حفظ می‌کند. زمانی که اوبادیا استین قدرت شرکت استارک اینترنشنال را به دست می‌گیرد، فیوری سیت ول را می‌فرستد تا زره مرد آهنی را متوقف کند؛ هر چند او در این مأموریت شکست می‌خورد.
سیت ول، مانند اکثر فرماندهان شیلد، ظاهراً به وسیله خائنینی به نام «دلتان» کشته شده و رباتی از او را جایگزینش می‌کنند. بعدها معلوم می‌شود که سیت ول حقیقی زنده مانده‌است و توسط سازمان ترورستی هایدرا ابتدا در حیات معلق قرار گرفته شده‌است. او توسط این گروه شست‌وشوی مغزی داده می‌شود و به عنوان یک خلبان علیه فیوری به کار گرفته می‌شود (البته دوباره به حالت اولیه بازمی‌گردد). از زمانی که به عنوان بازپرس بالا رتبه شیلد انتخاب می‌شود، با همکارش جیمی وو جفت می‌شود. او در زمان مقابله با پانیشر با جی. دابلیو. بریج همکاری می‌کرد.
سیت ول یکی از چندین مأمور شیلد بود که از پیوستن به همر نورمن آزبورن زمان تهاجم سری اسکرول‌ها سر باز زد. او به کمک دام دام دوگان یک گروهک شبه نظامی را به همراه کماندوهای زوزه‌کش و جنگجویان سری نیک فیوری تشکیل می‌دهد تا جلوی همر، هیدرا و برنامه‌های «لویاتانی» آن‌ها را بگیرند. درگیری‌های این گروهک باعق کشته شدند دوستان سیت ول اریک کوئنیگ و گابرئیل جونز می‌شود.
او همچنین در برنامه‌های زیر زمینی باکی بارنز با نام سرباز زمستان با نیک فیوری همکاری می‌کند.
طی مأموریت سرباز زمستان، یک بیوه سیاه که شست‌وشوی مغزی داده شده بود دستگیر می‌شود و به مقر شیلد آورده می‌شود. بیوه سیاه نیک فیوری را مجروح کرده، سیت ول را کشته و فرار می‌کند.

## در دیگر رسانه‌ها

### تلویزیون
- جاسپر سیت ول در قسمتی از سریال کارتونی انتقام جویان: قویترین قهرمانان زمین به صدای تام کین حضور داشت.

### سینما
- نقش کاراکتر «جاسپر سیت ول» را بازیگری به نام ماکسیمیلیانو هرناندز در فیلم‌های ثور (۲۰۱۱)، انتقام‌جویان (۲۰۱۲)، سریال مأموران شیلد و فیلم کوتاه آیتم ۴۷ (۲۰۱۲) ایفا کرد.